# Oppidum de Bramefan

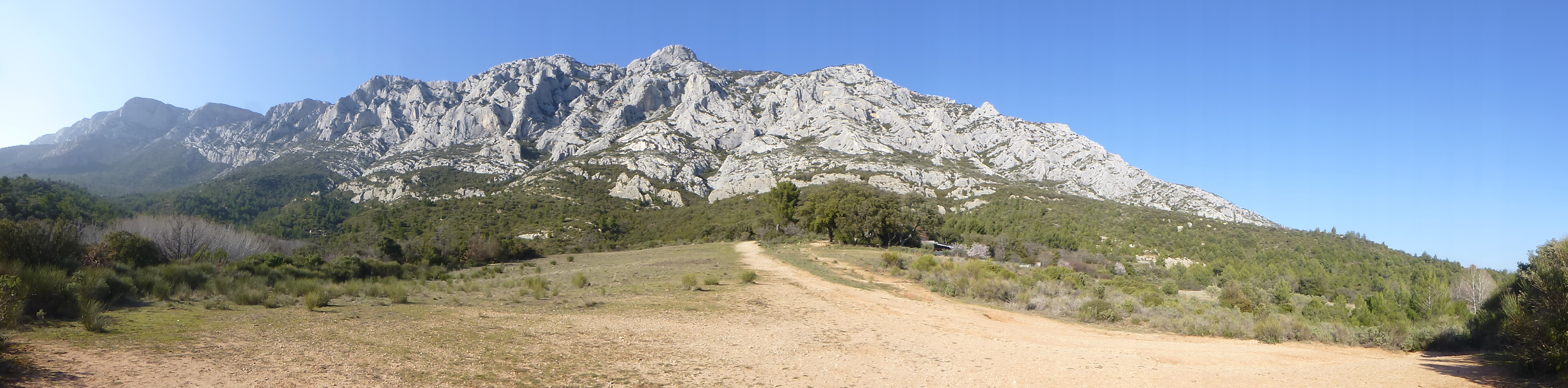
Montagne Sainte-Victoire et Oppidum de Bramefan (sur la droite) vus depuis le lieu-dit Saint-Ser.

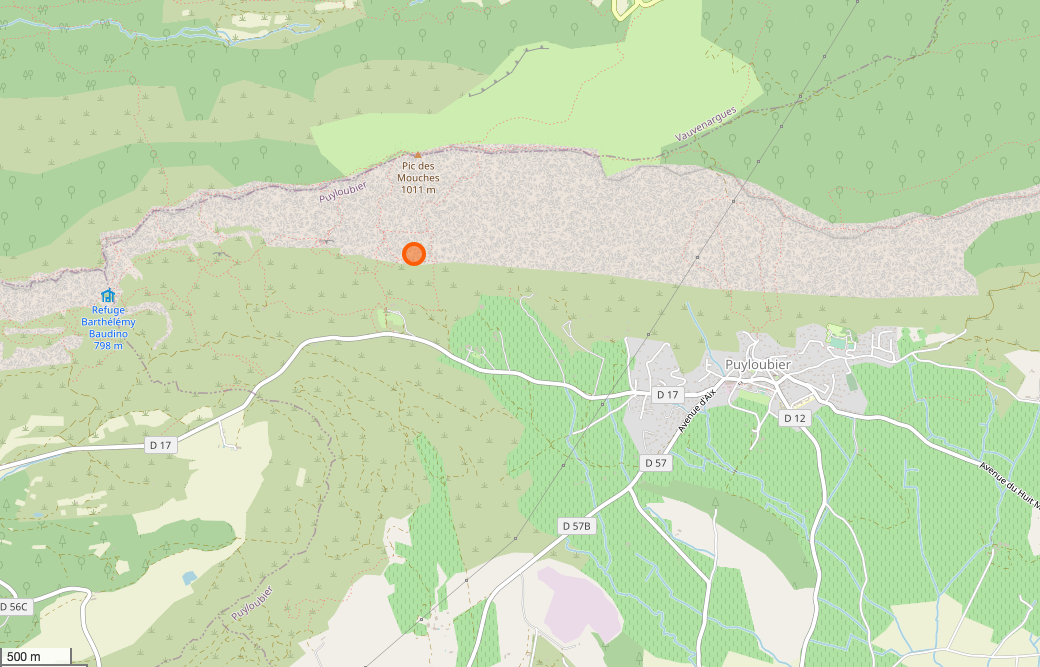
Position approximative de l'Oppidum de Bramefan, qui s'étend de part et d'autre (notamment vers le sud) du point orange sur la carte. (Le nord est en haut de l'image.)

L'oppidum de Bramefan est un site antique ou protohistorique celte, situé sur la commune de Puyloubier, dans le département des Bouches-du-Rhône, région Provence-Alpes-Côte d'Azur, France.

## Situation

Vue aérienne du site de l'Oppidum de Bramefan ; les barres rocheuses forment des remparts naturels, elles facilitent également la disposition de terrasses agricoles.

L'oppidum se déploie sur deux contreforts sud de la Montagne Sainte-Victoire, appartenant à la commune de Puyloubier.

## Historique

### Protohistoire
D'après Mocci et al. (2004) le site de Bramefan serait l'héritier d'un peuplement «pré-celtique» (protohistoire) où la population se serait «celtisée» à partir du VIe siècle avant notre ère.
Jusqu'au milieu du premier millénaire avant notre ère, la zone n'est que faiblement peuplée et l'agriculture y serait éparse, disposée autour de foyers uniques ou de petits hameaux. Néanmoins, toujours selon Mocci et al., le territoire aurait déjà connu des délimitations administratives dès l'âge du fer européen.

### Antiquité
À partir du milieu du VIe siècle (âge du fer ouest-européen) apparaitraient des traces celtes sur le site. Les changements majeurs qu'implique cette «celtisation» sont : une plus grande et régulière concentration de l'habitat, ainsi que le développement d'une économie pastorale (agriculture, élevage).
Malgré tout, les oppida celtes autour de Sainte-Victoire ne constituent pas un réseau très densément peuplé (comme cela a pu être le cas ailleurs à la même époque, autour de l'étang de Berre, densément peuplé par exemple).
Cet «oppidum» – nom donné par les colons romains aux hameaux et villages fortifiés gaulois – est, comme ses voisins de Roque-Vaoutade, de l'Infernet et d'Untinos par exemple, un habitat pour des populations celto-ligures : paysans, agriculteurs, éleveurs, artisans, militaires, religieux... Au total, probablement plusieurs centaines de personnes pouvaient vivre ici à Bramefan.
Les recherches ont permis d’établir la présence de ces populations au moins au VIe siècle avant notre ère. Néanmoins, les oppidums sont connus dans la région depuis l'âge du bronze.
À partir du IIe siècle avant notre ère, Bramefan – comme d'autres oppida alentour – se fortifie ; certainement sous la double pression politique et militaire de l'expansion de la colonie massaliote d'une part et du besoin de se prémunir d'une possible action militaire de ses alliés romains d'autre part.
Des petits habitats isolés et exploitations agricoles perdurent dans les zones basses du massif et tout au long de la vallée de l'Arc jusqu'à l'étang de Berre. On peut émettre l'hypothèse que cette tranche de la population, exposée aux aléas militaires et climatiques, viendrait se réfugier dans l'oppidum en cas de besoin.
La conquête militaire romaine de la Provence, qui dure au moins deux ans (125-123 ANE), ne change pas drastiquement la population de l'oppidum de Bramefan. Elle semble même sensiblement la renforcer d'une petite partie de la population de l'Oppidum d'Entremont et alentours, venue chercher une certaine quiétude dans les oppida «de campagne».
Néanmoins, Mocci et al. (2004, cité plus haut) rappelle qu'au Ier siècle avant notre ère, quelques dizaines d'années après la destruction de l'oppidum d'Entremont, la zone de Bramefan connaît un dépeuplement sensible, probablement dû au développement d'Aquae Sextiae et au statut «secondaire» que va prendre cet arrière-pays aux yeux de la nouvelle bourgeoisie romaine. Malgré tout, certaines exploitations agricoles d'origine proto-historique conservent leur activité durant la période impériale au pied de l'oppidum de Bramefan.
La vallée de l'Arc, dont fait partie Bramefan, dépend depuis au moins le milieu du 1er millénaire avant notre ère (VIe siècle) du puissant groupe celte des Salyens, dont la capitale est Entremont, à quelques kilomètres à l'ouest (Aix-en-Provence). Ce sont eux qui lèveront les principales forces armées, à plusieurs reprises, contre les troupes de l'empire romain (lors des premières grandes manœuvres militaires romaines en Provence en 125, puis en 124, puis lors d'une révolte générale en 90 avant notre ère). Visible depuis Bramefan, la plaine de Pourrières (« là où pourrissent les corps ») serait l'endroit où, selon des sources romaines, plus de 100 000 soldats «barbares» sont morts et ont été laissés là, dans la première campagne romaine de Provence, comme témoins de la volonté et de la puissance de l'Empire (125 av.J-C).

### Moyen âge
Les sources indiquant un habitat au moyen âge sont quasi inexistantes.

### Période contemporaine
Pendant l'été 1988, ce versant de la montagne Sainte-Victoire connait un incendie qui permet un arasement de la flore, découvrant ainsi les restes de Bramefan. Des études sont entreprises à l'automne 1989 par les archéologues Florence Mocci et Nathalie Cros et l'on s'aperçoit que non seulement les coteaux et contreforts de la montagne sont truffés de constructions agricoles (restanques, terrasses, fermes antiques, etc.) mais que ces installations  s'élèvent quasiment jusqu'à la Croix de Provence et aussi au Pic des Mouches (les deux sommets à 946m et 1011m respectivement). Ceci conforterait la thèse d'une habitation continue (au moins partielle) et pré-gallo-romaine.

## Galerie

### Mur

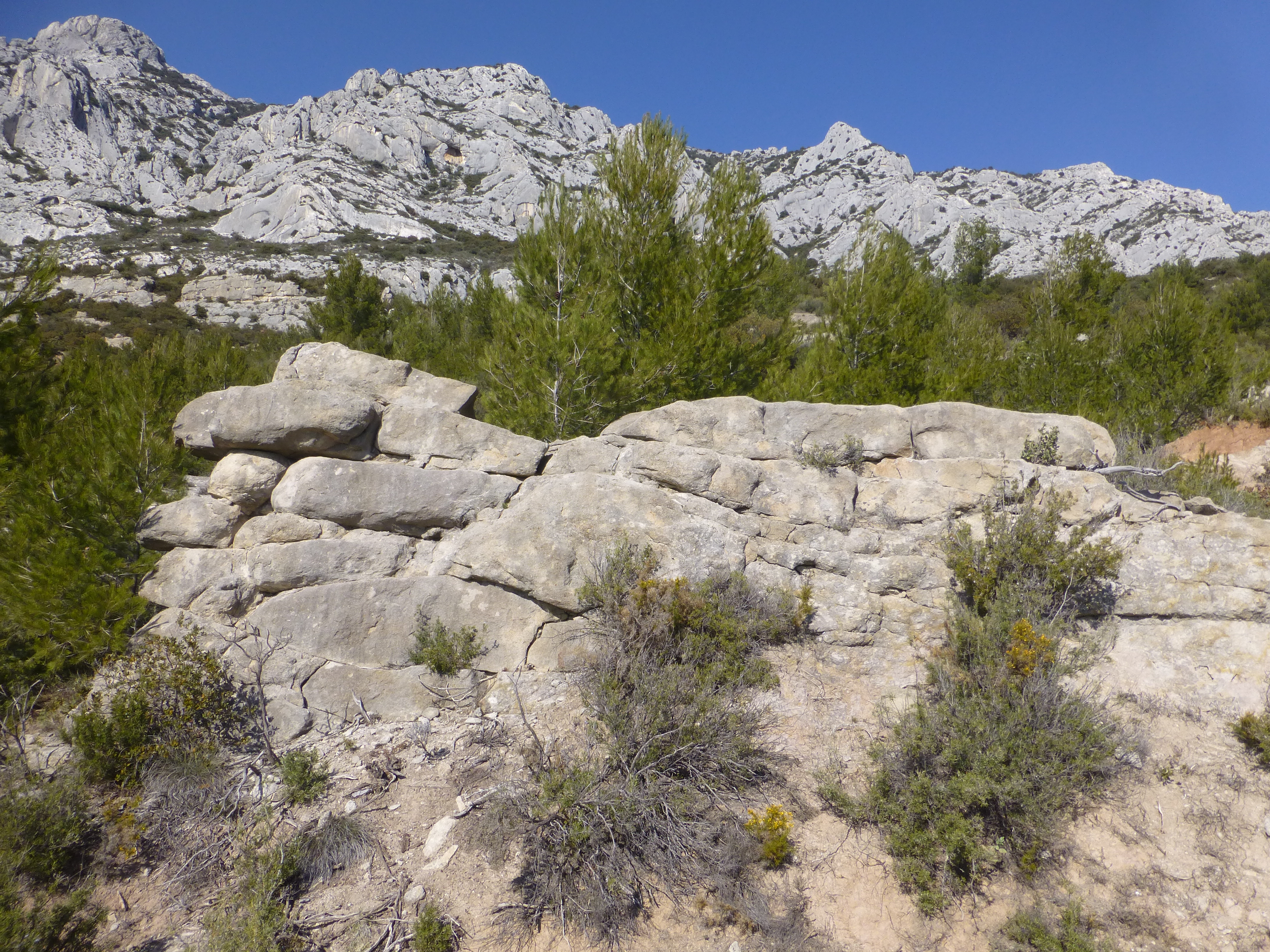
Blocs cyclopéens, formant un mur (enceinte ?). Situé à environ 300m au sud du site principal de l'oppidum de Bramefan. À l'arrière, la Montagne Sainte-Victoire ;
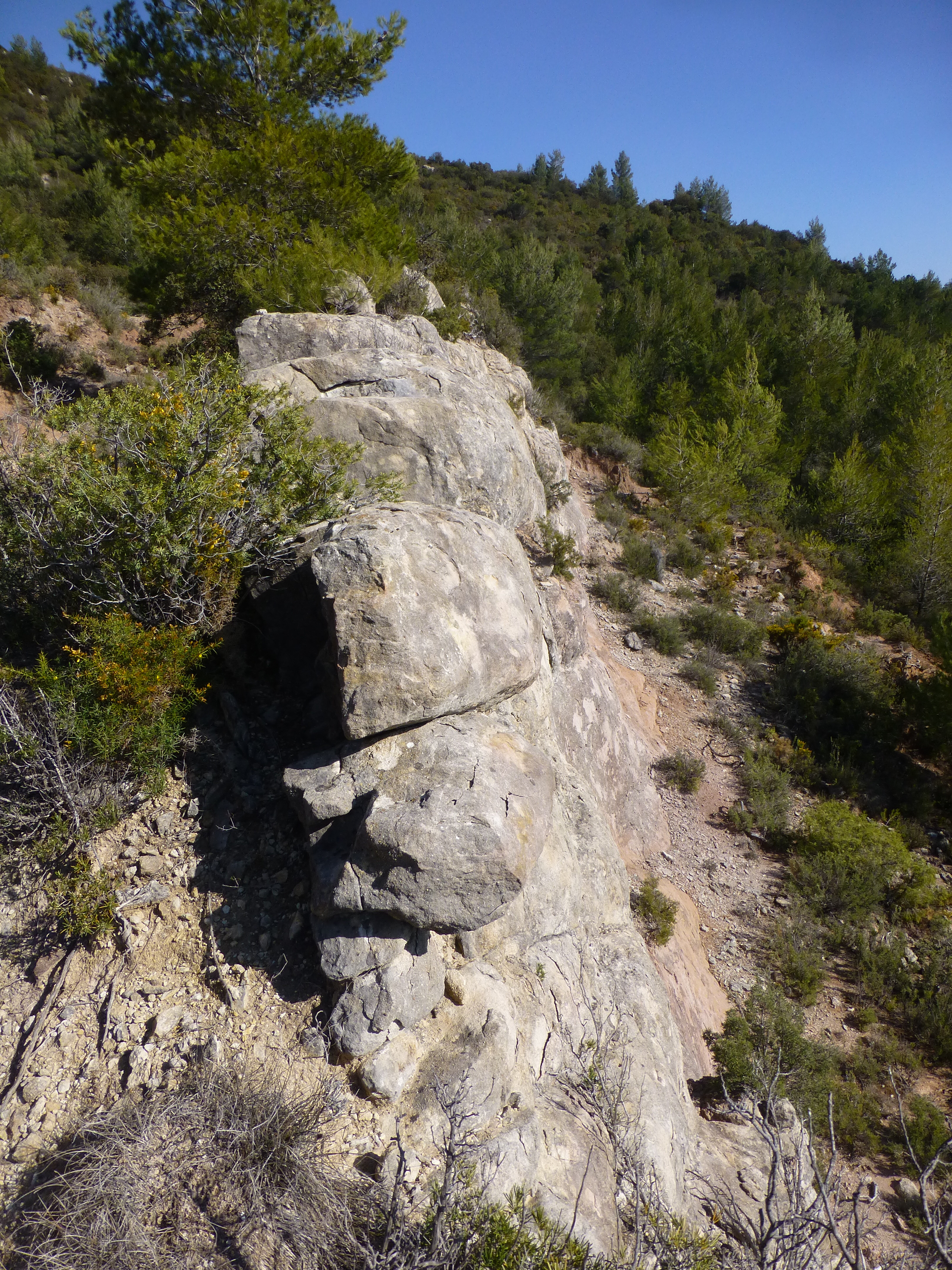
Enrochements taillés (?) faisant face au précédent ;

### Oppidum
Comme beaucoup d'oppida, l'organisation physique de Bramefan pourrait être celle d'un oppidum collinaire «en étages», c'est-à-dire suivant la courbe ascendante des contreforts.

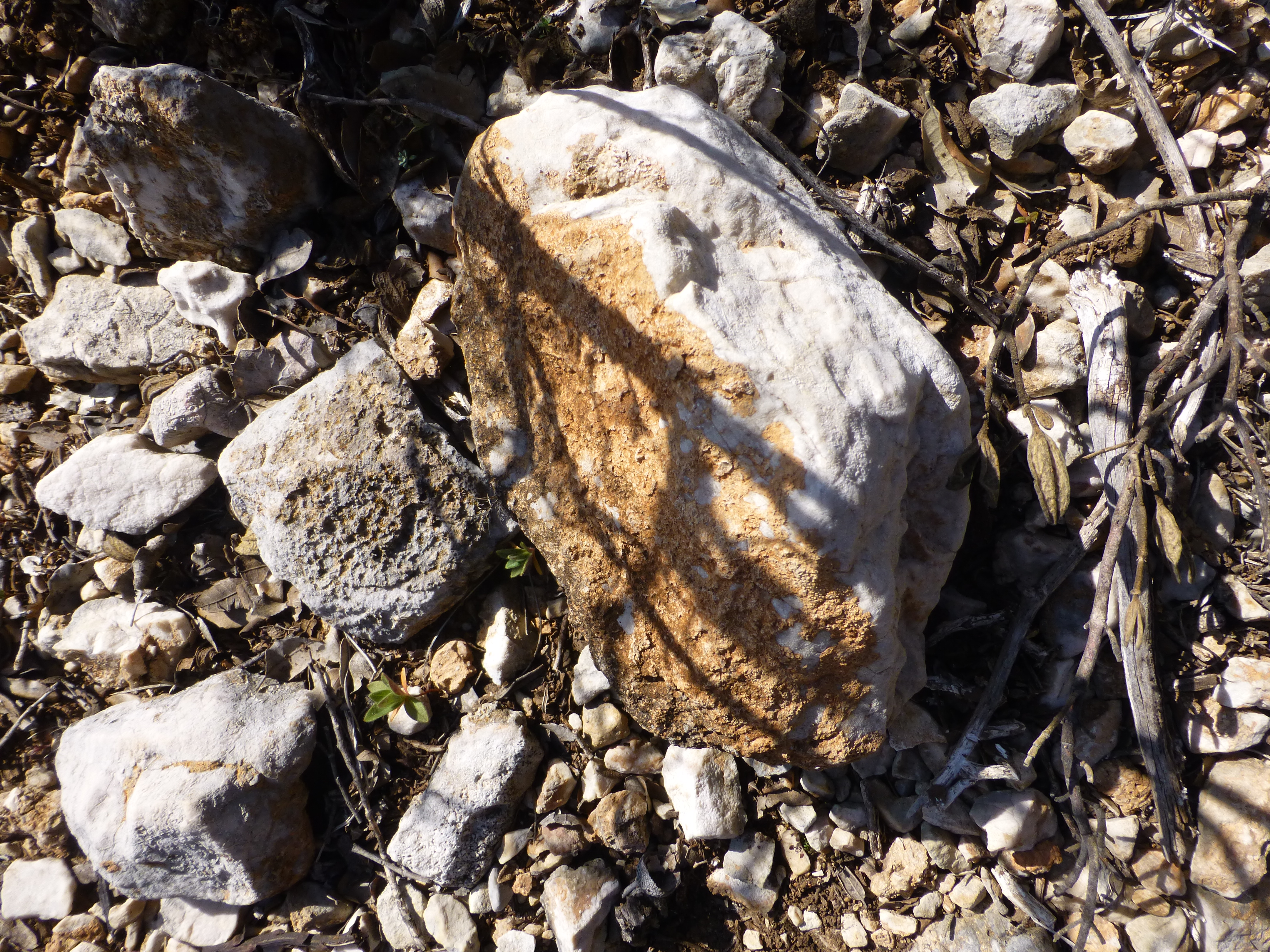
Pierre montrant des traces de mortier, sur la colline d'accès au site principal ;
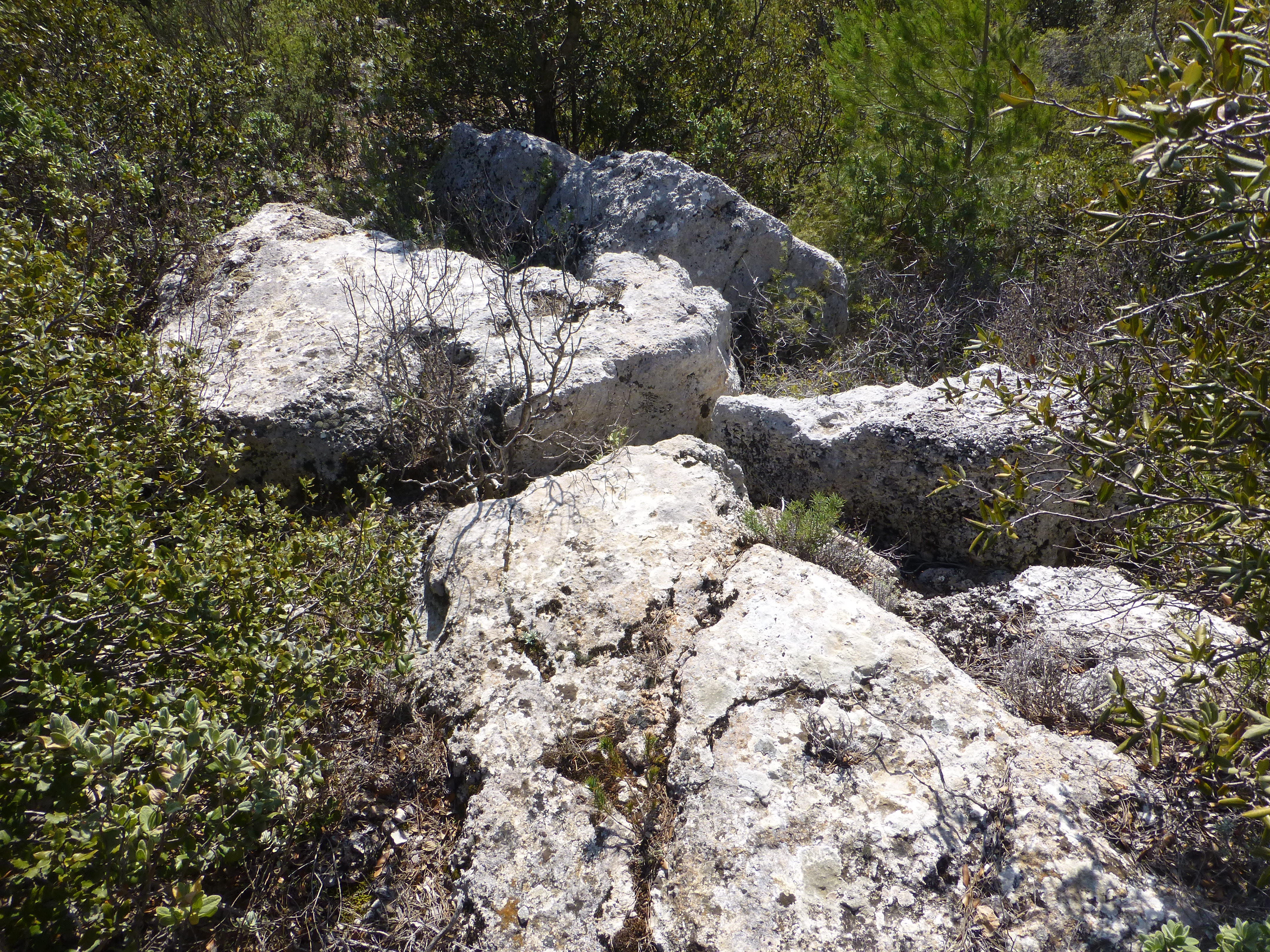
Blocs cyclopéens près du site de l'Oppidum (colline d'accès) ;
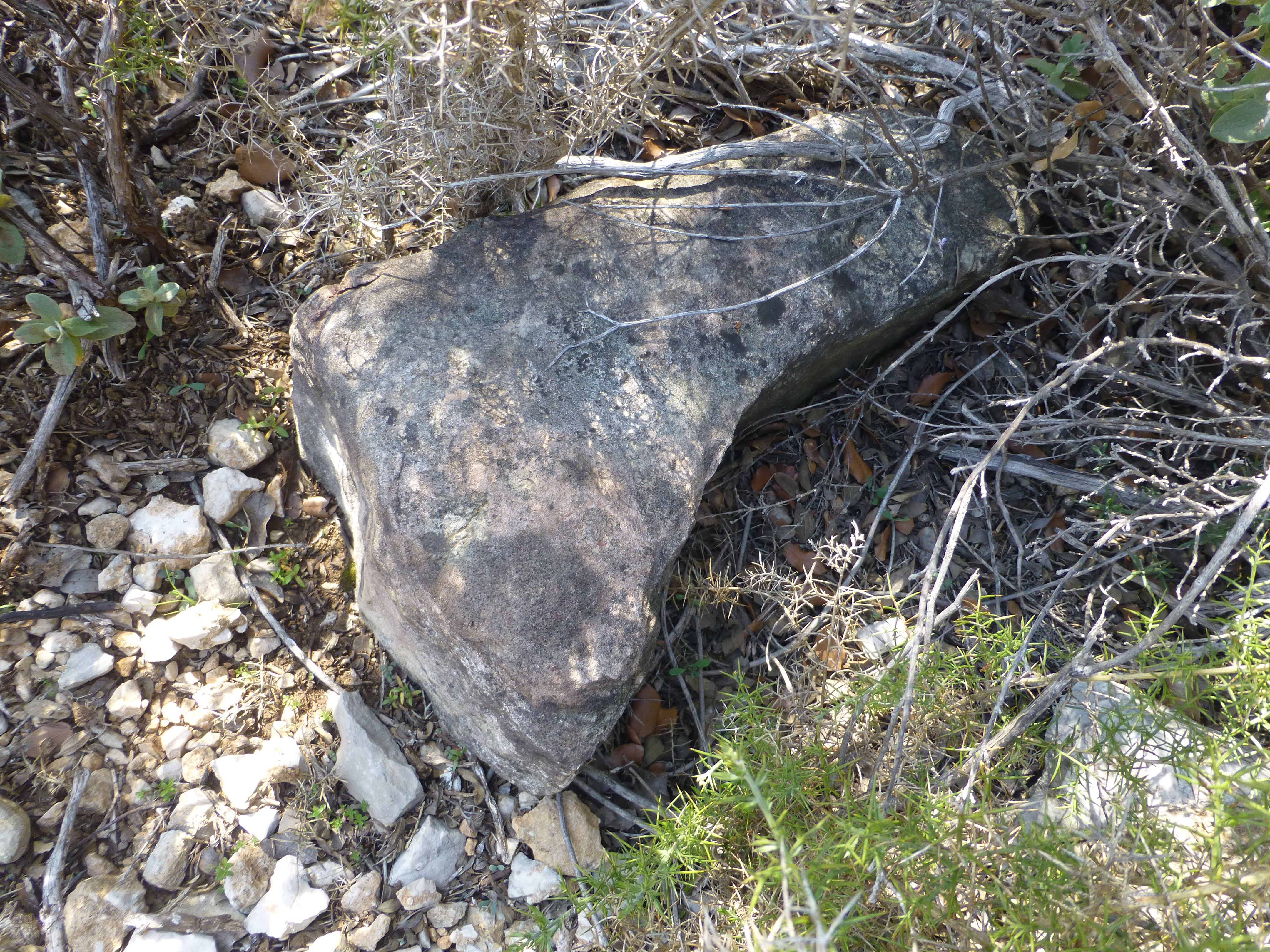
Pierre de taille sur la colline ;
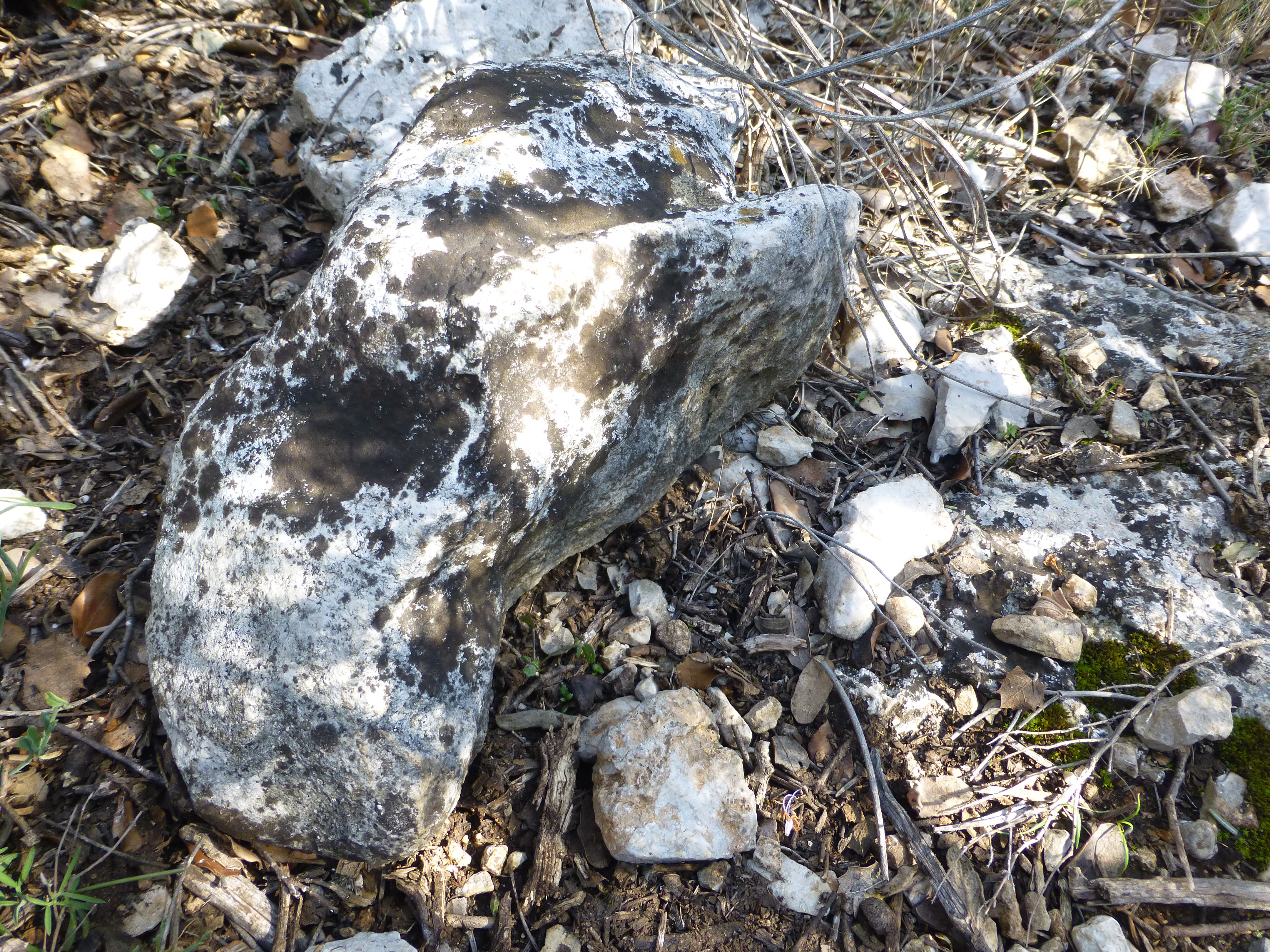
Pierre de taille (conduit à huile ? À vin ? À eau ? À eaux usées ?) sur la colline ;
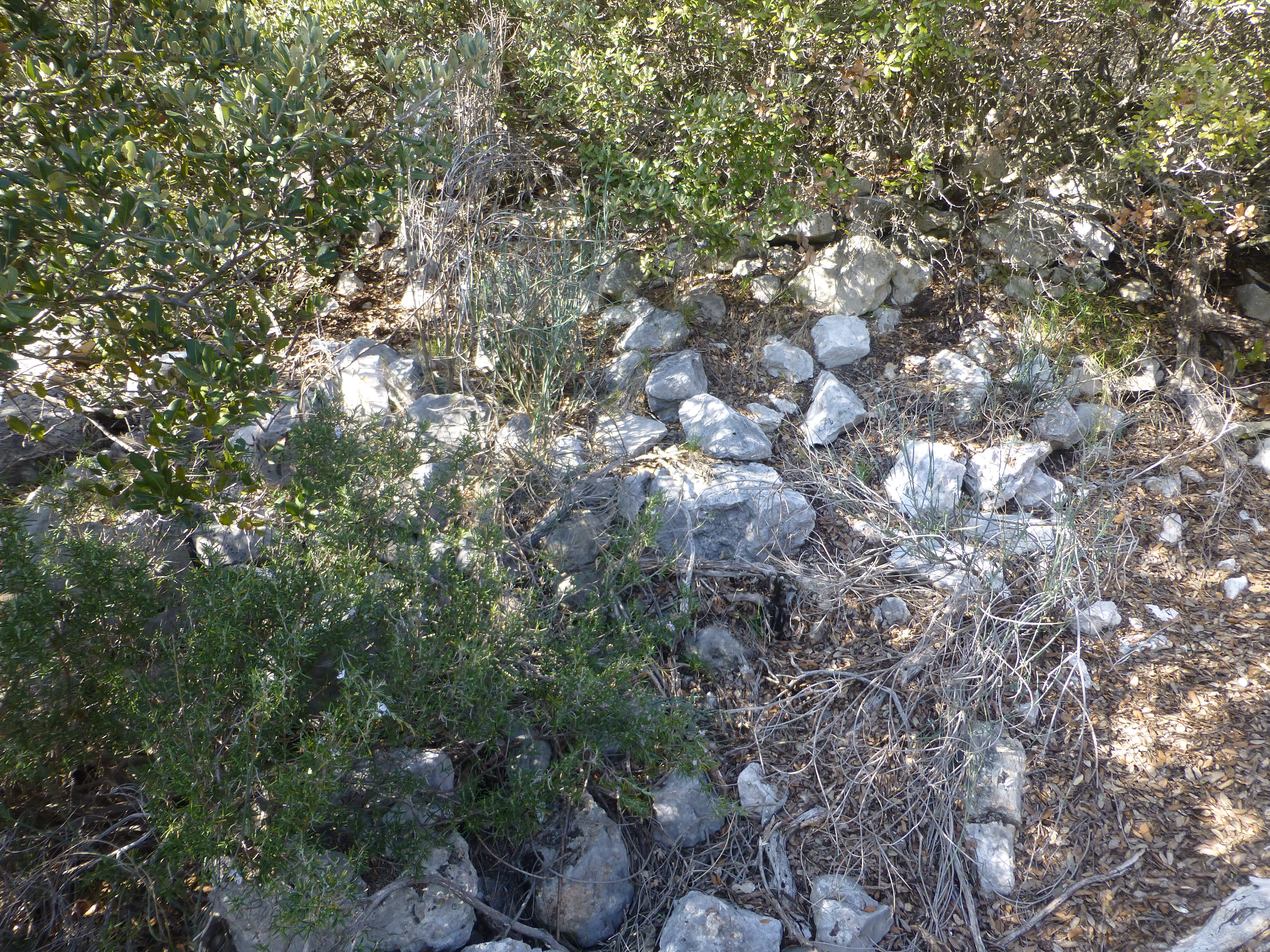
Pierres éparses de l'Oppidum de Bramefan, sous les chênes verts ;
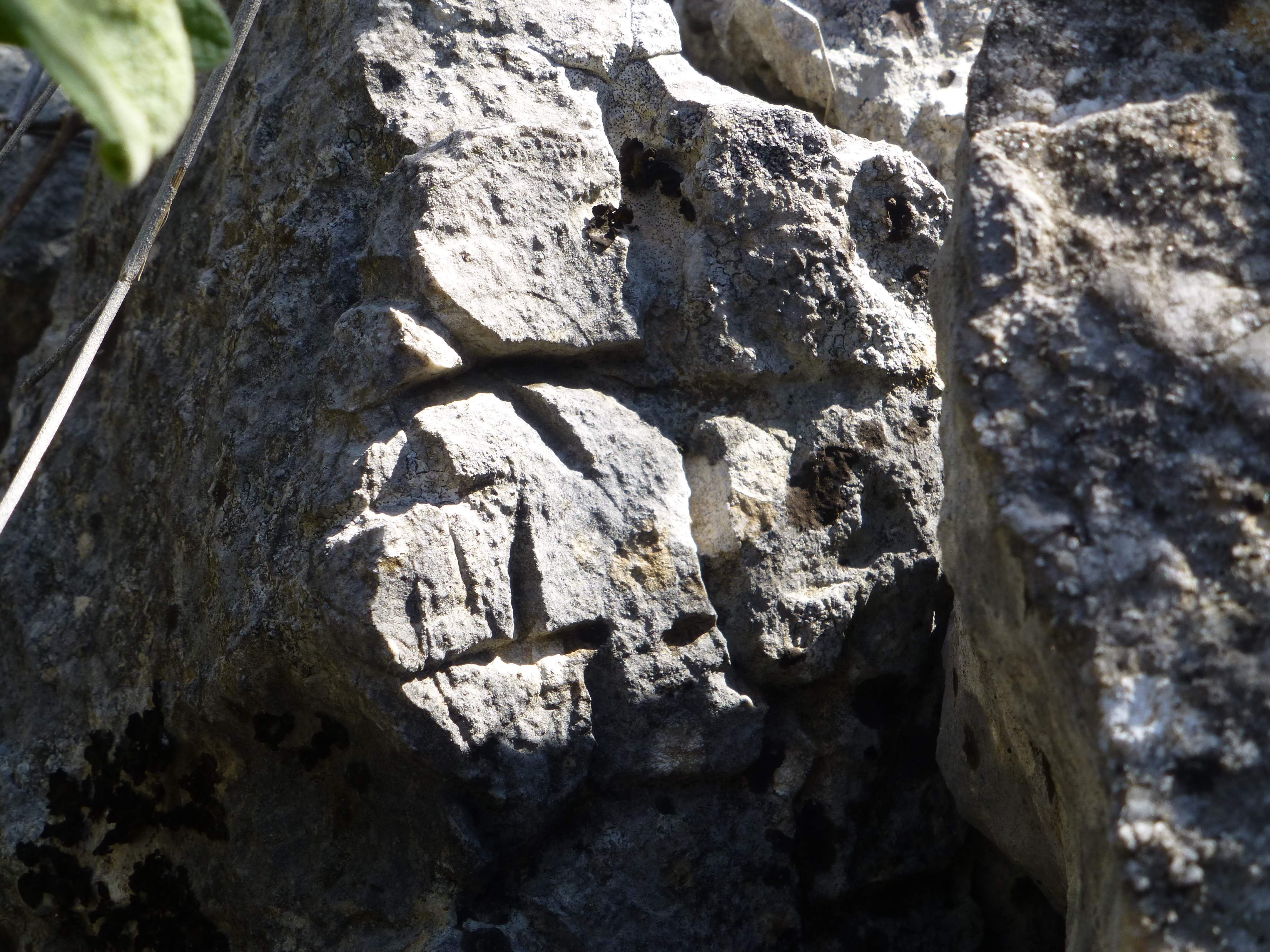
Croix (?) ou taillades profondes, colline de l'oppidum ;
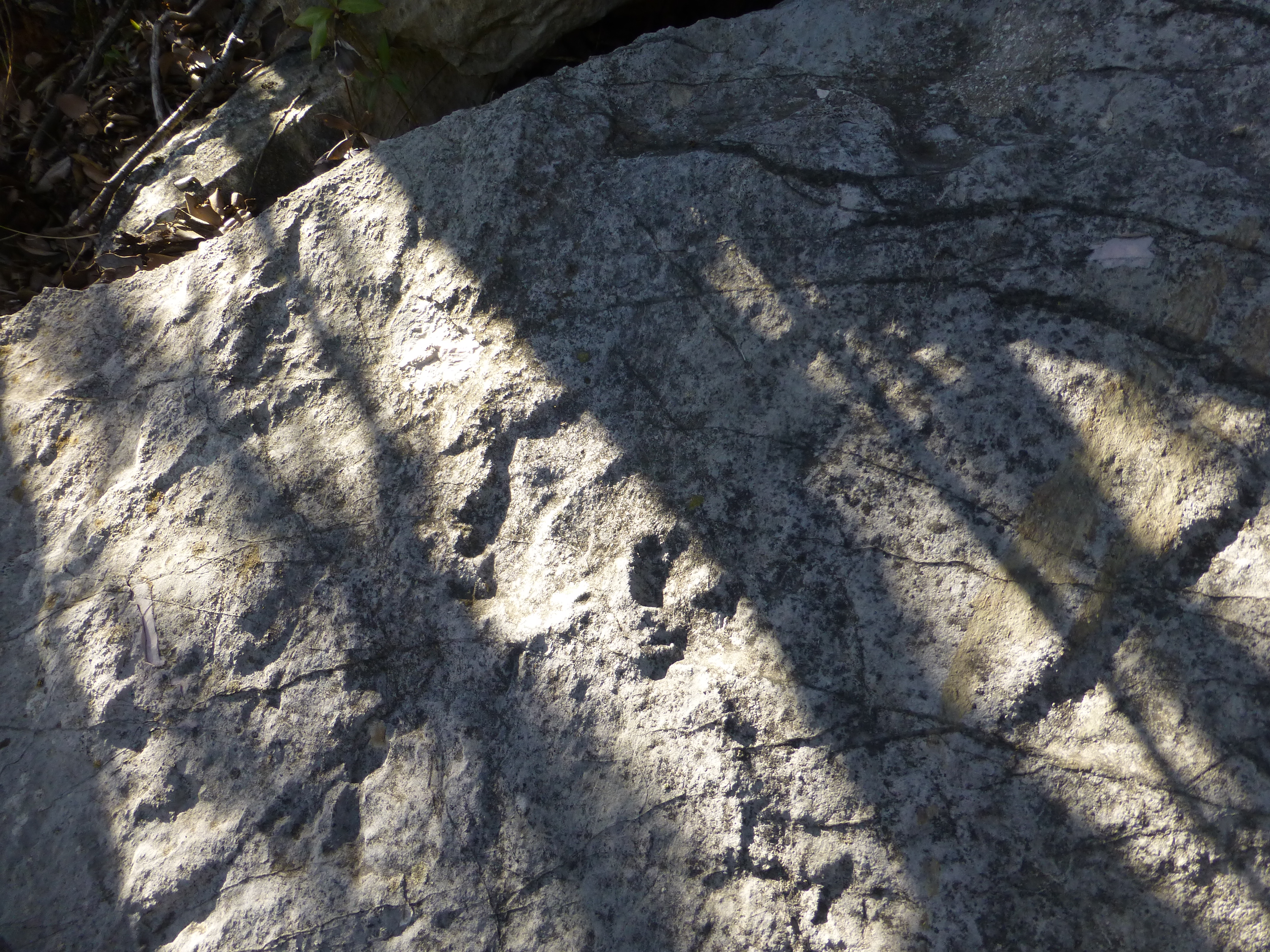
Une autre pierre montre des sculptures faiblement visibles (visages ?).

### Vues générales

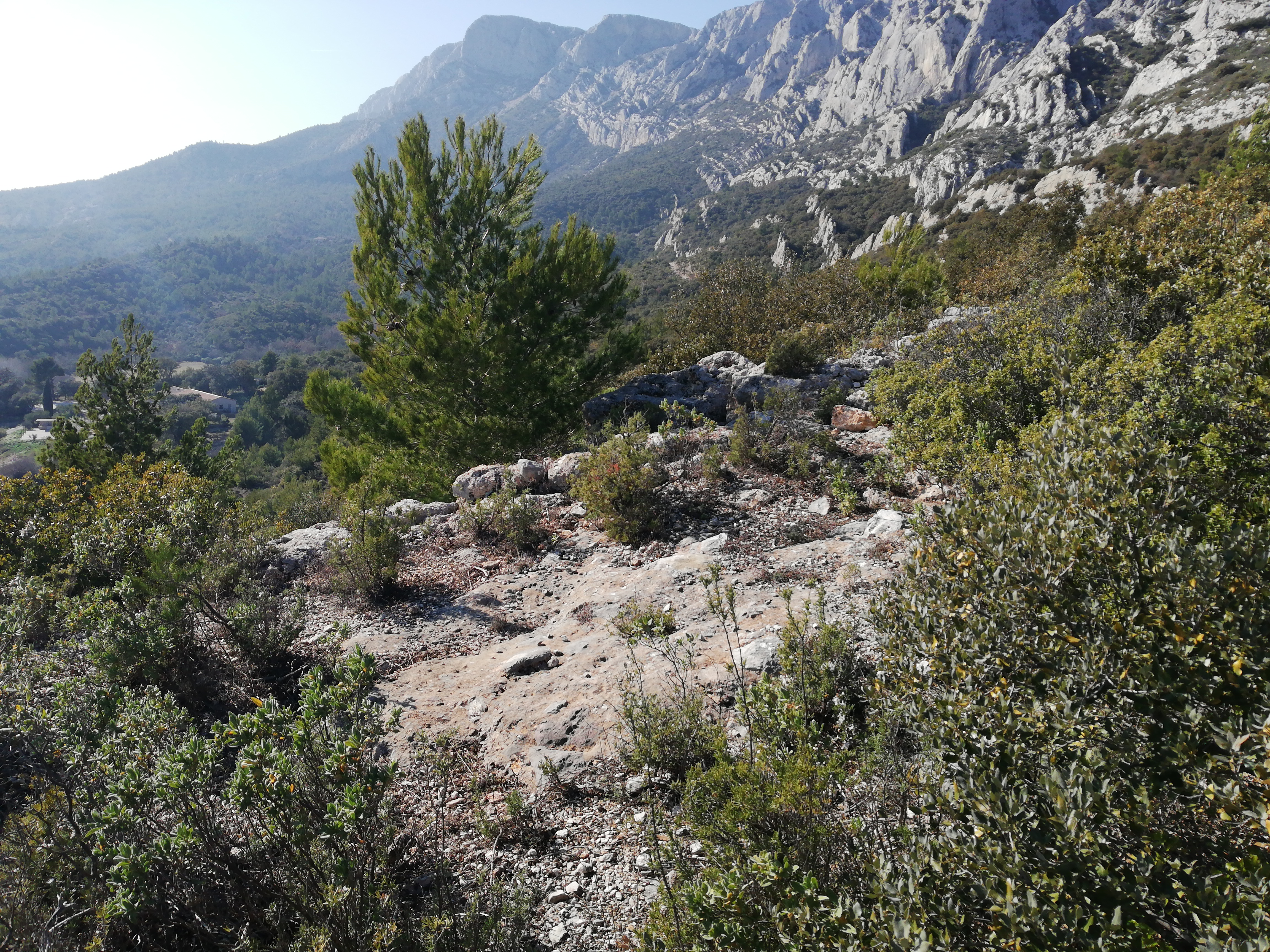
Point de vue et parterre dégagé depuis l'Oppidum de Bramefan (2023)
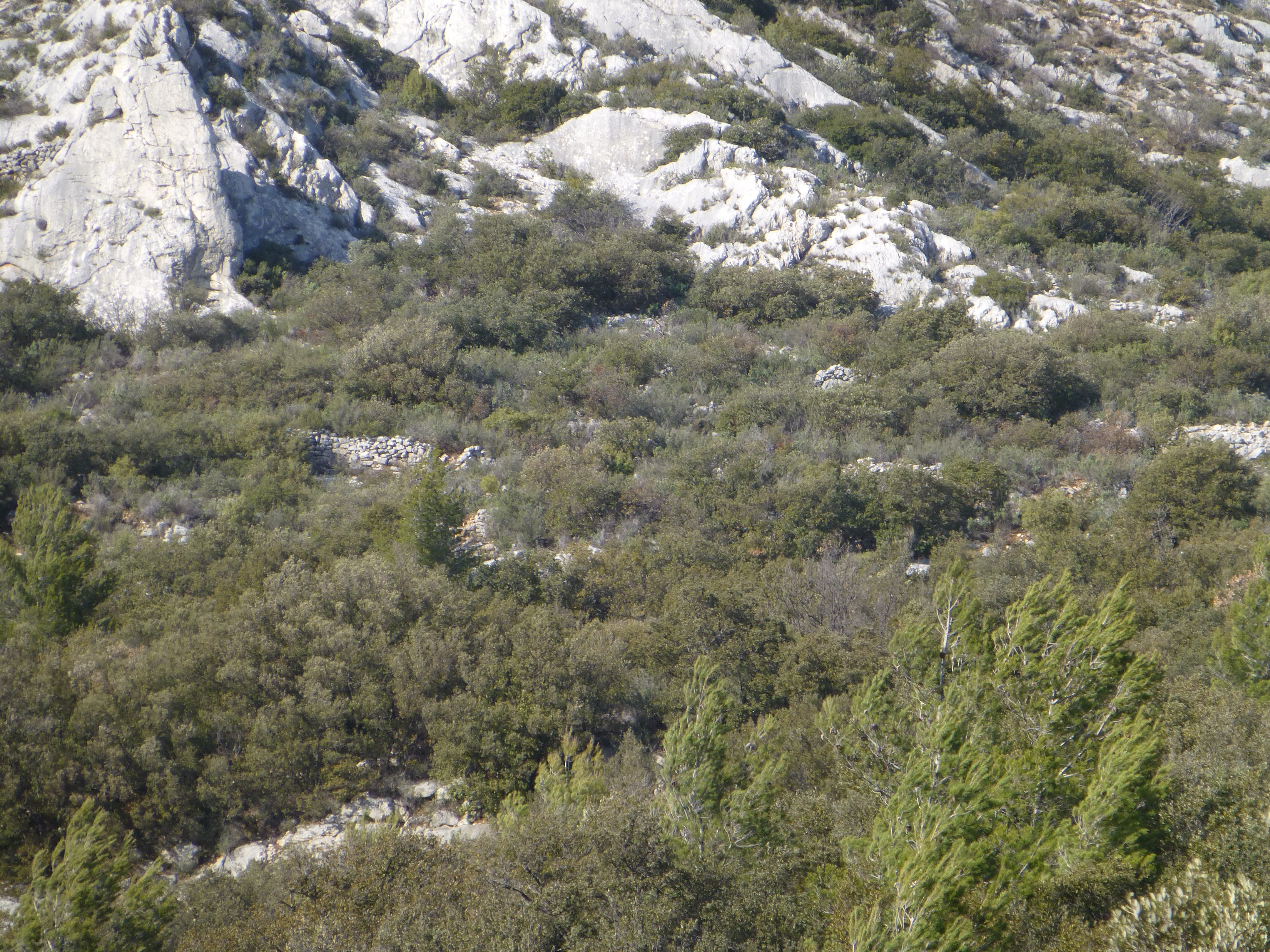
Site de l'oppidum de Bramefan (2023) ; des murets et amas de pierres sont visibles dans ce paysage de guarrigue. À noter la disposition autour d'un vallon (récupération des eaux) ;
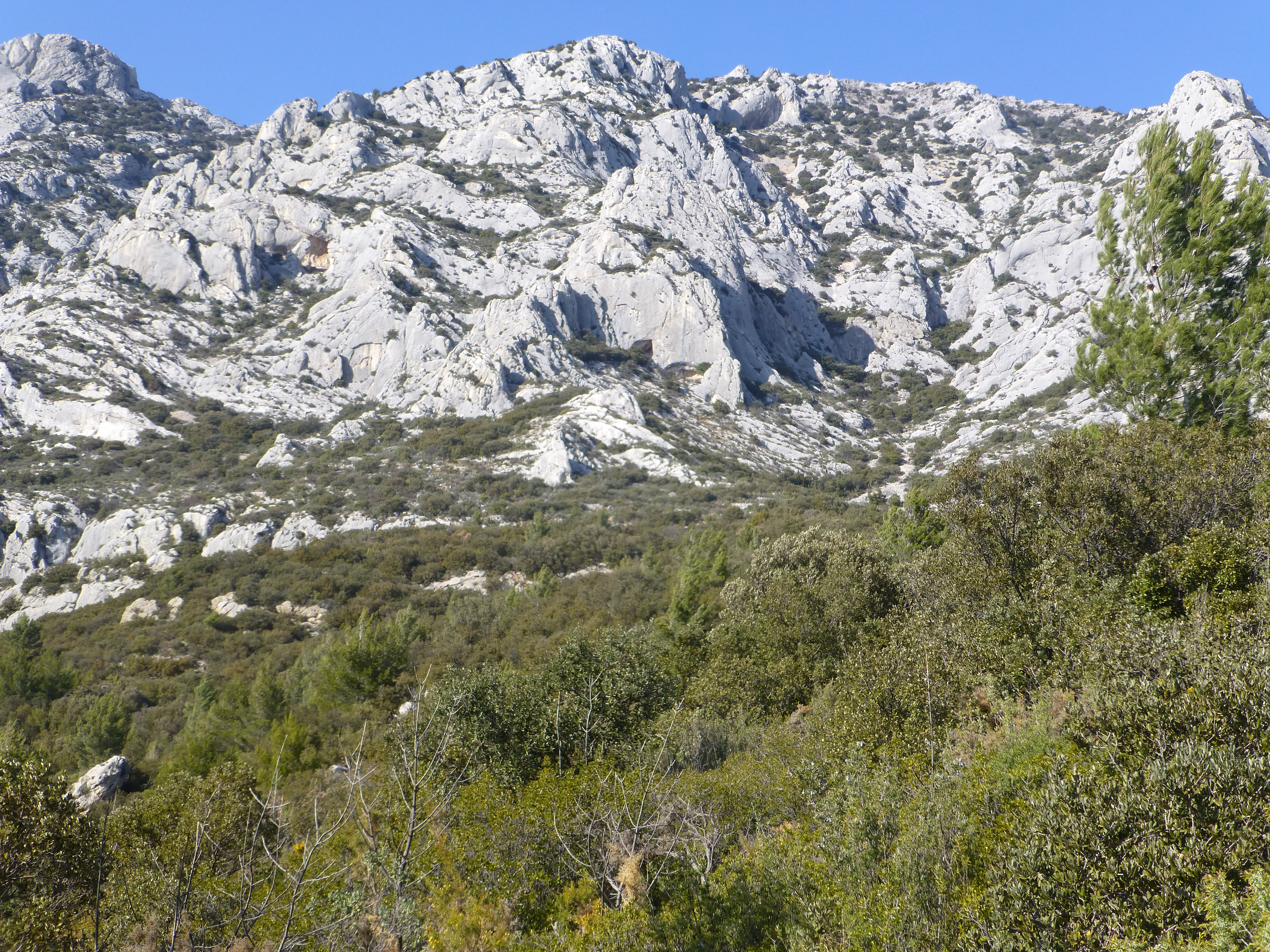
Dans la partie droite de l'image, le site de l'Oppidum de Bramefan ;
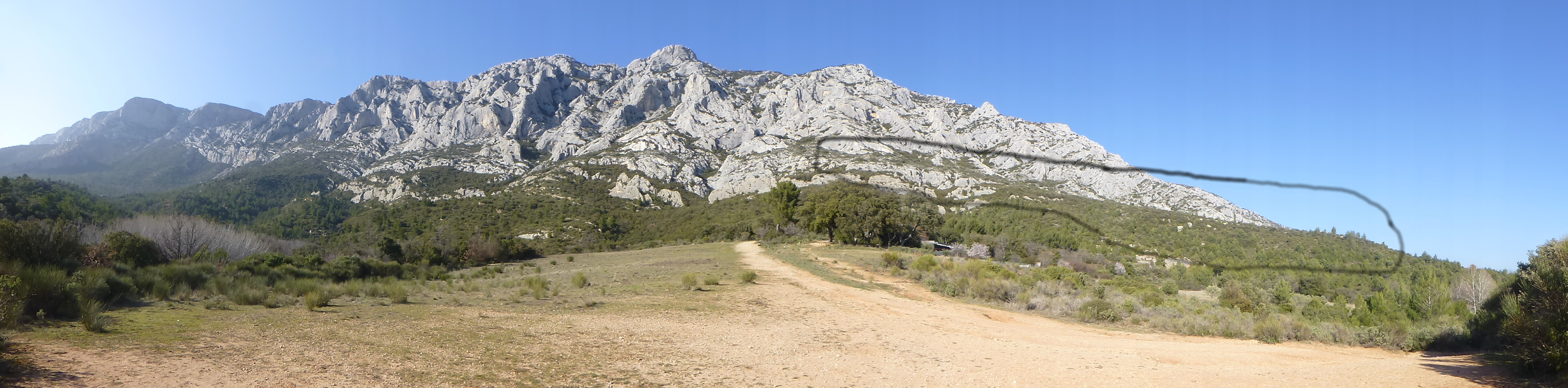
Oppidum de Bramefan (zone grisée).